# Ryongsŏng
Ryongsŏng (kor. 룡성구역, Ryongsŏng-guyŏk) – jedna z 19 dzielnic stolicy Korei Północnej, Pjongjangu. Znajduje się w północno-zachodniej części miasta. W 2008 roku liczyła 195 981 mieszkańców. Składa się z 15 osiedli (kor. dong). Graniczy z dzielnicami Ŭnjŏng i Samsŏk od wschodu, Sun’an i Hyŏngjesan od zachodu, Sŏsŏng i Taesŏng od południa i z miastem P’yŏngsŏng (prowincja P’yŏngan Południowy) od północy.

## Historia
Pierwotnie tereny dzielnicy stanowiły część miejscowości Imwŏn, Pusan, Yong'ak i Sijok w powiecie Taedong (prowincja P’yŏngan Południowy). We wrześniu 1959 roku utworzono dzielnicę Ryongsŏng z połączenia części powiatu Sun’an (prowincja P’yŏngan Południowy) oraz dzielnicy Taesŏng.

## Podział administracyjny dzielnicy
W skład dzielnicy wchodzą następujące jednostki administracyjne:
| Nazwa jednostki administracyjnej | Rodzaj jednostki administracyjnej | Chosŏn’gŭl | Hancha  |
| -------------------------------- | --------------------------------- | ---------- | ------- |
| Ch'ŏnggye-dong                   | osiedle                           | 청계동     | 淸溪洞  |
| Hwasŏng-dong                     | osiedle                           | 화성동     | 和盛洞  |
| Masan-dong                       | osiedle                           | 마산동     | 馬山洞  |
| Rimwŏn-dong                      | osiedle                           | 림원동     | 林原洞  |
| Ŏŭn-dong                         | osiedle                           | 어은동     | 御恩洞  |
| Chung'i-dong                     | osiedle                           | 중이동     | 中二洞  |
| Ryonggung-1-dong                 | osiedle                           | 룡궁1동    | 龍宮1洞 |
| Ryonggung-2-dong                 | osiedle                           | 룡궁2동    | 龍宮2洞 |
| Ryongsŏng-1-dong                 | osiedle                           | 룡성1동    | 龍城1洞 |
| Ryongsŏng-2-dong                 | osiedle                           | 룡성2동    | 龍城2洞 |
| Ryongch'u-1-dong                 | osiedle                           | 룡추1동    | 龍秋1洞 |
| Ryongch'u-2-dong                 | osiedle                           | 룡추2동    | 龍秋2洞 |
| Ryongmun-dong                    | osiedle                           | 룡문동     | 龍門洞  |
| Taech'ŏn-dong                    | osiedle                           | 대천동     | 大泉洞  |
| Myŏng'o-dong                     | osiedle                           | 명오동     | 明梧洞  |

## Ważne miejsca na terenie dzielnicy
- Wojskowa Akademia Polityczna im. Kim Dzong Ila
- Gospodarstwo Spółdzielcze im. Przyjaźni Koreańsko-Kubańskiej (na osiedlu Hwasŏng)